# Negra medianoche
Negra medianoche, también conocida como Play Murder for Me, es una película argentina-estadounidense dramática-policial de 1990 dirigida por Héctor Olivera y escrita por José Pablo Feinmann, basado en su novela Estudio en negro, y con diálogos adicionales de Daryl Haney. Es protagonizada por Tracy Scoggins, Jack Wagner, William Paul Burns, Ivory Ocean, Rodolfo Ranni y Gerardo Romano. Se estrenó en octubre de 1990 en Italia. El filme tuvo los títulos alternativos de Toca la muerte por mí, Límite de riesgo y Hacé de asesino para mí.
La película fue la última de una serie de diez films que el productor estadounidense Roger Corman realizó con su compañía Rodeo Productions en Buenos Aires y en asociación con Aries Cinematográfica Argentina, en el período entre 1982 y 1990.

## Sinopsis
Una mujer persuade a su antiguo amante, un saxofonista estadounidense de jazz que vive en Argentina, para que asesine a su esposo.

## Reparto
- Jack Wagner ... Paul Slater
- Tracy Scoggins ... Tricia Merritt
- William Paul Burns ... Fred Merritt (como William Burns)
- Ivory Ocean ... Lou Venable
- Rodolfo Ranni ... Stanislav Gregorius
- Gerardo Romano ... Alejandro Molina
- Jorge Rivera López ... Victor Silberman
- Francisco Cocuzza ... A.J. Krieger
- Maurice Jouvet ... Patrick
- Manuel Vicente ... Phil Mendoza
- Marcos Woinsky ... Gerente de Sound & Fury
- Selva Mayo ... Amante de Gregorius
- Norma Ibarra ... Conserje
- Alejandra Sylvain ... Bailarina
- Ricardo Ibarlin ... Barman
- Araceli González ... Novia de Molina
- Horacio Guisado ... Cirujano
- Diego Borgonovo ... Enfermera
- Jorge Nicolás Alvarado ... Comprador de armas 1
- Gianni Fiore ... Comprador de armas 2
- Jorge Palacios ... Matón 1
- Rafael Viñola ... Matón 2
- Raúl Cardillo ... Matón 3
- Jorge Alventoso ... Matón 4
- Carlos Olmo ... Baterista de Sound & Fury
- Ruben Distasio ... Pianista
- Angel E. Ridolfi ... Bajista
- Claudio Shirosa ... Pianist a en la fiesta
- Daniel Winograd ... Baterista
- Manuel Valdivia ... Bajista
- Roberto Cesari ... Baterista en la Hot Kitten
- Roy Elder ...	Saxotenor en el night club
- Humberto Bello ... Pianista
- Mario Fernández ... Bajista
- Eliase Freitas ... Baterista

## Críticas
El periodista y crítico de cine Andrés Fevrier dijo del film: 

"La idea de la película, un policial con clima muy noir, no es mala. Pero fracasa en la ejecución y tiene algunas escenas patéticas. La historia transcurre en Buenos Aires, aunque hay muchos interiores y pocas imágenes de la ciudad. Roberto "Fast" Fernández (sic) interpretó parte de la música y Hermenegildo Sábat realizó algunos dibujos que aparecen en pantalla. Además de los mencionados, entre los argentinos integran el elenco Marcos Woinsky y Selva Mayo. Y tiene una breve aparición, diálogo incluido, una chica que por entonces recién empezaba y ahora es una estrella en la farándula local: Araceli González".